# Sandy Point (Australië)
Sandy Point is een plaats in de Australische deelstaat Victoria en telt 227 inwoners (2006).